# Nils Petter Tull
Nils Petter Pehrsson Tull, född 13 mars 1833 i Döderhult, död 16 juli 1904 i Stockholm, var en svensk sjökapten, redare, handelsman och konstnär.
Han gifte sig 1860 med Emma Lovisa Magnusson (1842–1900) och de fick tre barn. Efter hustruns död fick han sonen Magnus Tull tillsammans med Ameli Holmstedt (Amelie Johanna Olsson Tull (1868–1943).
Tull arbetade som segelmakare i Malmö från 1849 och i Stockholm från 1854. Han fick burskap som segel- och kompaniidkare i Stockholm 1861. Vid sidan av sitt ordinarie arbete sysslade han med teckning och måleri, bland annat utförde han en stor mängd teckningar under sina resor till Kina, Japan och Afrika. Amiralen Jacob Hägg uttalade sig  mycket positivt om Tulls konstverk. Tulls skeppshandel har genom Strindbergs Röda rummet kommit in i den svenska litteraturen som M Nordman, Segelmakare, Flaggtillverkning, Tågvirkeshandel. Tulls verksamhet var belägen på Österlånggatan 18 och verksamhetens skylt målades över först 1936.
Tull är gravsatt på Norra begravningsplatsen utanför Stockholm.

### Fotnoter
1. ↑  Döderhults kyrkoarkiv, Födelse- och dopböcker, SE/VALA/00065/C/5 (1836-1850), bildid: A0009588_00021
2. ↑  Hedvig Eleonora kyrkoarkiv, Födelse- och dopböcker, SE/SSA/0006/C I/38 (1901-1902), bildid: 00012315_00043